# José Ladrönn
José Ladrönn (* 1967 in Minatitlán) ist ein mexikanischer Comiczeichner.
Ladrönn kam 1996 zum US-Verlag Marvel Comics. Hier wurde er überwiegend als Penciller (Bleistift-Vorzeichner) und Cover-Künstler tätig. 2000 zeichnete er die Miniserie The Inhumans, ab 2002 einige Ausgaben der Serie Hip Flask. Überwiegend als Cover-Künstler wurde er auch für die Verlage DC Comics und Image tätig. Von 2008 bis 2014 zeichnete er den dreibändigen Abschluss der John-Difool-Saga Final Incal für den Texter Alejandro Jodorowsky. 2016 folgte der Western El Topo - Caïn.

## Preise und Auszeichnungen
- 2006: Eisner Award (Best Painter/Multimedia Artist (Interior))